# Lista de batalhas das Guerras Napoleónicas
Lista de batalhas das Guerras Napoleónicas, de abril de 1796 a 3 de julho de 1815.

## A
- Batalha de Abukir (1799) - 2 de janeiro a 20 de fevereiro de 1799
- Batalha de Abukir (1801) - 8 de março de 1801
- Batalha de Abensberg - 20 de abril de 1809
- Cerco de Acre - 17 de março a 20 de maio de 1799
- Batalha de Alba de Tormes - 26 de novembro de 1809
- Batalha de la Albuera - 16 de maio de 1811
- Batalha de Algeciras Bay - 8 e 12 de julho de 1801
- Batalha de Alkmaar - 2 de outubro de 1799
- Batalha de Amstetten - 5 de novembro de 1805
- Batalha de Arcis-sur-Aube - 20–21 de março de 1814
- Batalha de Aspern-Essling - 22 de maio de 1809
- Batalha de Jena–Auerstedt - 14 de outubro de 1806
- Batalha de Arcole - 15–17 de novembro de 1796
- Batalha de Arnhem - 30 de novembro de 1813
- Batalha de Austerlitz - 2 de dezembro de 1805

## B
- Batalha de Badajoz - 16 de março a 6 de abril de 1812
- Batalha de Bailén - 18 – 22 de julho de 1808
- Batalha de la Barrosa - 5 de março de 1811
- Batalha de Bascara - 14 de junho de 1795
- Batalha de Bassano - 8 de setembro de 1796
- Batalha de Bautzen - 21 de maio de 1813
- Batalha de Berezina - 26–29 de novembro de 1812
- Batalha de Bergen - 19 de setembro de 1799
- Batalhas de Bergisel - 2 de abril a 1 de novembro de 1809
- Batalha de Borodino - 7 de setembro de 1812
- Batalha de Brienne - 29 de janeiro de  1814
- Batalha de Burgos - - Batalha de Gamonal 7 de novembro de 1808
- Batalha do Buçaco - 27 de setembro de 1810

## C
- Cerco de Cádiz - 5 de fevereiro de 1810, 24 de agosto de 1812
- Batalha de Caldiero - 30 de outubro de 1805
- Batalha de Castiglione - 5 de agosto de 1796
- Batalha de Castlebar - 27 de agosto de 1798
- Batalha de Champaubert - 10 de fevereiro de 1814
- Batalha de Chashniki - 31 de outubro de 1812
- Batalha de Château-Thierry - 2 de fevereiro de 1814
- Batalha de Copenhaga - 2 de abril de 1801
- Batalha de Corunna - 16 de janeiro de 1809
- Batalha de Courtrai - 31 de março de 1814
- Batalha de Craonne - 7 de março de 1814
- Cerco de Cattaro - 14 de outubro de 1813

## D
- Batalha de Dego - 14–15 de abril de 1796
- Batalha de Dennewitz - 6 de setembro de 1813
- Batalha de Diersheim - 20–21 de abril de 1797
- Batalha de Dresden - 26–27 de agosto de 1813
- Batalha de Dürenstein - 11 de novembro de 1805

## E
- Batalha de Eckmühl - 22 de abril de 1809
- Batalha de Ekau - 19 de julho de 1812
- Batalha de Elchingen - 14 de outubro de 1805
- Batalha de Espinosa de los Monteros - 10–11 de novembro de 1808
- Combate de Évora - 29 de julho de 1808
- Batalha de Eylau - 7–8 de fevereiro de 1807

## F
- Batalha do Cabo Finisterra - 22 de julho de 1805
- Batalha de Frauenfeld - 25 de maio de 1799
- Batalha de Friedland - 14 de junho de 1807
- Batalha de Fuentes de Oñoro - 3–5 de maio de 1811

## G
- Batalha do Gévora - 19 de fevereiro de 1811
- Terceiro Cerco de Gerona - 6 de maio a 12 de dezembro de 1809
- Batalha de Grand Port - 20–27 de maio de 1810

## H
- Cerco de Hamburgo - 30 de maio de 1813 – 27 de maio de 1814
- Batalha de Haslach-Jungingen - 11 de outubro de 1805
- Batalha de Heilsberg - 10 de junho de 1807
- Batalha de Hohenlinden - 3 de dezembro de 1800
- Batalha de Hoogstraten - 11 de janeiro de  1814

## I
- Batalha de Île Ronde - 22 de outubro de 1794
- Batalha de Issy - 2-3 de julho de 1815

## J
- Batalha de Jemappes - 6 de novembro de 1792
- Batalha de Jena–Auerstedt - 14 de outubro de 1806

## K
- Batalha de Katzbach - - 26 de agosto de 1813
- Batalha de Kircheib - 19 de junho de 1796
- Cerco de Kolberg - - de março de to 2 de julho de 1807

## L
- Batalha de Landshut - 21 de abril de 1809
- Batalha de La Suffel - 28 de junho de 1815
- Batalha de Leipzig - 16–19 de outubro de 1813
- Batalha de Ligny - 16 de junho de 1815
- Batalha de Linth River - 25-26 de setembro de 1799
- Batalha de Lodi - 10 de maio de 1796
- Batalha de Lübeck - 6 de novembro de 1806
- Batalha de Lützen - 2 de maio de 1813

## M
- Batalha de Maida - 4 de julho de 1806
- Batalha de Mahé - 19 de agosto de 1801
- Batalha de Marengo - 14 de junho de 1800
- Batalha de María - 15 de junho de 1809
- Batalha de Medellín - 28 de março de 1809
- Batalha de Medina de Rioseco - 14 de julho de 1808
- Batalha de Mileto - 28 de maio de 1807
- Batalha de Millesimo - 13 de abril de 1796
- Batalha do Rio Mincio - 8 de fevereiro de 1814
- Batalha de Mondovì - 21 de abril de 1796
- Batalha de Montebello - 9 de junho de 1800
- Batalha de Montenotte - 12 de abril de 1796
- Batalha de Montmirail - 11 de fevereiro de 1814
- Batalha do Monte Tabor - 16 de abril de 1799
- Batalha de Mykonos - 17 de junho de 1794

## N
- Batalha do Nllo - 1–2 de agosto de 1798
- Batalha de Novi - 15 de agosto de 1799

## O
- Batalha de Oberwald - 13-14 de agosto de
- Batalha de Ocaña - 19 de novembro de 1809
- Batalha de Orbaizeta - 15-17 de outubro de 1794
- Batalha do Cabo Ortegal - 4 de novembro de 1805
- Batalha de Orthez - 27 de fevereiro de 1814

## P
- Batalha de Pancorbo - 31 de outubro de 1808
- Batalha de Peyrestortes - 17 de setembro de 1793
- Batalha de Piave River - 7–8 de maio de 1809
- Batalha das Pirâmides - 21 de julho de 1798
- Batalha de Port Louis - 11 de dezembro de 1799
- Batalha de Pozzolo - 25-26 de dezembro de 1800

## Q
- Batalha de Quatre Bras - 16 de junho de 1815
- Batalha de Quiévrain - 28-30 de abril de 1792

## R
- Batalha de Raab - 14 de junho de 1809
- Batalha de Raszyn - 9 de abril de 1809
- Batalha de Rivoli - 14–15 de janeiro de  1797
- Batalha de Rocquencourt - 1 de julho de 1815
- Batalha da Roliça - 17 de agosto de 1808
- Batalha de Roncesvalles - 25 de julho de 1813
- Batalha de La Rothière - 1 de fevereiro de 1814
- Batalha de Rovereto - 4 de setembro de 1796

## S
- Batalha de Saalfeld - 10 de outubro de 1806
- Batalha de San Marcial - 31 de agosto de 1813
- Batalha de Sans Culottes Camp - 5 de fevereiro de 1794
- Batalha de Sant Llorenç de la Muga - 13 de agosto de 1794
- Batalha de Salamanca - - Batalha de Los Arapiles 22 de julho de 1812
- Primeiro Cerco de Saragoça - 15 de junho a 13 de agosto de 1808
- Segundo Cerco de Saragoça - 20 de dezembro de 1808 – 20 de fevereiro de 1809
- Batalha de Schöngrabern - 16 de novembro de 1805
- Batalha de Smolensk - 17 de agosto de 1812
- Batalha de Smoliani - 13–14 de novembro de
- Batalha de Somosierra - 30 de novembro de 1808

## T
- Batalha de Talavera - 27–28 de julho de 1809
- Batalha de Tamames - 18 de outubro de 1809
- Batalha de Tamatave - 20 de maio de 1811
- Batalha de Tarutino - 18 de outubro de 1812
- Batalha de Tolosa - 26 de junho de 1813
- Batalha de Trafalgar - 21 de outubro de 1805
- Batalha de Trebbia - 17–19 de junho de 1799
- Batalha de Truillas - 22 de setembro de 1793
- Batalha de Tudela - 23 de novembro de 1808

## U
- Batalha de Ulm - 16–19 de outubro de 1805

## V
- Batalha de Valls - 25 de fevereiro de 1809
- Batalha de Valmaseda - 5 de novembro de 1808
- Batalha de Valutino - 18 de agosto de 1812
- Batalha de Vauchamps - 14 de fevereiro de 1814
- Batalha de Verona - 26 de março de 1799
- Batalha do Vimeiro - 20 de agosto de 1808
- Batalha de Vitoria - 21 de junho de 1813

## W
- Batalha de Wagram - 5–6 de julho de 1809
- Batalha de Waterloo - 18 de junho de 1815
- Batalha de Wavre - 18–19 de junho de 1815
- Batalha de Wertingen - 8 de outubro de 1805
- Batalha de Wiesloch - 3 de dezembro de 1799
- Batalha de Winterthur - 27 de maio de 1799
- Batalha de Wischau - 25 de novembro de 1805
- Batalha de Wörgl - 13 de maio de 1809
- Batalha de Würzburg - 3 de setembro de 1796

## Z
- Batalha de Znaim - 10–11 de julho de 1809